# .22 Long
La .22 Long è una cartuccia a percussione anulare variante della .22 Short per pistole.

## Storia
La cartuccia è stata sviluppata nel 1871.  L'idea era quella di creare una cartuccia più potente della variante calibro .22 Short  (5,66 mm) mediante un aumento del volume e un aumento della carica di polvere da sparo. Infatti, venivano utilizzati 0,32 g (5 grani) di polvere nera (il 25% in più rispetto alla .22 Short dalla quale deriva). Invece il peso del proiettile di 1,9 g (29 grani) rimane invariato tra i due tipi. Fu progettata per l'uso con i revolver ma fu presto adattata anche ai fucili. La .22 Long Rifle (nota anche come .22 LR), più pesante della .22 Long, comparve nel 1887, assieme alla prima polvere infume per le cartucce a percussione anulare .22.

## Specifiche tecniche
Il bossolo della .22 Long ha la stessa lunghezza (15,1 mm) del bossolo del maggiormente conosciuto .22 Long Rifle ma differisce nel fatto che il Long Rifle ha un proiettile significativamente più pesante, una maggiore lunghezza totale (a causa del proiettile più lungo) ed una maggiore potenza all'uscita. La .22 Long è ormai obsoleta; non vi sono armi da fuoco costruite apposta per usarla ed i tre maggiori produttori di munizioni .22 Long ne hanno cessato la produzione (ma vengono ancora fabbricate da CCI, Aguila ed altri). Molte armi che utilizzano la .22 Long Rifle possono utilizzare e sparare il .22 Long ma esso non ha energia sufficiente per essere utilizzato con armi semiautomatiche. L'unica variante ancora utilizzata della .22 Long è il tipo .22 CB Long, una versione del .22 CB con il bossolo più lungo.
Nonostante la cartuccia .22 Long originale utilizzasse la stessa quantità di polvere da sparo della .22 Long Rifle e fosse significativamente più leggera, la .22 Long non risultò più veloce se sparata da un fucile. Per il grande volume della canna e quello della camera di un fucile calibro .22 con cartuccia a percussione anulare i gas della polvere si propagano alla bocca in meno tempo rispetto a un fucile dalla canna di lunghezza normale, e il proiettile .22 Long non ha l'inerzia di quello .22 Long Rifle. Ciò significa, in realtà, che il .22 Long (e in misura minore il .22 Long Rifle) rallentano significativamente prima di uscire dalla canna.
Dal momento che il .22 Long Rifle si comporta bene tanto quanto il .22 Long, in pistole dalla canna corta, e lo supera in prestazioni, in maniera significativa, in  fucili a canna lunga, lo sviluppo della .22 Long Rifle ha assicurato alla .22 Long la strada per l'obsolescenza. In un certo modo, comunque, continuano ad esistere discendenti della .22 Long, sebbene essi non siano più altrettanto venduti.

## Varianti
Una variante della .22 Long Rifle chiamata "Hypervelocity", usa proiettili leggeri come quelli da 30 grani (1.9 g.), e speciali miscele di polvere per ottenere il massimo risultato dall'uso di una canna di fucile per generare velocità più alte del normale, e pressioni in camera sufficientemente alte da fare girare armi semi-automatiche in maniera affidabile. Il tipo più conosciuto della variante "Hypervelocity" è il "CCI Stinger", capace di allungare leggermente la lunghezza del bossolo, così che con il corto e leggero proiettile, la lunghezza totale è ancora al di qua della massima lunghezza per il .22 Long Rifle.